# Hieracium liptoviense
Hieracium liptoviense — вид рослин із родини айстрових (Asteraceae).

## Середовище проживання
Зростає у Європі (Австрія, Швейцарія, Польща, Україна, Словаччина).